# Janina Fetlińska
Arkadiusz Rybicki (født 14. juni 1952, død 10. april 2010) var en polsk politiker, og sygeplejerske. Hun var medlem af det polske senat.
I 1977 tog hun sin eksamen fra et medicinsk universitet i Lublin. I perioden 1998-2005 var hun medlem af bestyrelsen i Ciechanów.
Hun omkom under et flystyrt den 10. april 2010, sammen med bl.a. Polens præsident Lech Kaczyński.